# Технологічний регламент
Технологі́чний регла́мент - основний технічний документ, що визначає технологію, режим, порядок проведення операцій технологічного процесу, показники якості продукції та безпечні умови роботи. Крім того, технологічний регламент визначає порядок проведення окремих стадій технологічного процесу, порядок планового пуску, планової і аварійної зупинки процесу, оптимальні технологічні режими виробництва продукції, що випускається.
Залежно від стадії розроблення продукції, ступеня освоєння технології виробництва чи мети виконуваних робіт регламенти бувають 2 категорій: технологічні тимчасові Т.р. і промислові Т.р. 
Технологічний регламент складається з розділів:
- загальна характеристика виробництва;
- апаратурна схема (схема ланцюга апаратів), специфікація устаткування й контрольно-вимірювальних приладів;
- експлуатації технологічного обладнання й контрольно-вимірювальних приладів;
- загальна схема системи контролю якості;
- безпечна експлуатація виробництва та охорона навколишнього середовища;
- загальний перелік виробничих інструкцій;
- інформаційні матеріали .